# Három sárkány
A Három sárkány 1936-os fekete-fehér magyar vígjáték Lázár Mária, Rajnai Gábor és Juhász József főszereplésével. Ebben a filmben hallható a Széles e világon nincs aki szeret kezdetű dal, amelyet először Rajnai Gábor és Lázár Mária adott elő, majd Gózon Gyula is elénekelt.

## Történet
|  | Alább a cselekmény részletei következnek! |

Hunyady Sándor szatirikus színdarabjából készült film. A három sárkány, a három jóságos nagynéni, akiket a unokaöcs "pénzt, vagy öngyilkos leszek" tömörségű távirattal hajszol a kétségbeesésbe, úgy döntenek hogy kiházasítják a fiút.
A kávási birtokon él a rendkívül könnyelmű id. Csaholyi Balázs, akit nővérei emiatt valóságos gondnokság alatt tartanak. Balázs fia, az ugyancsak apai jó tulajdonságokat öröklő ifjabb Csaholyi Budapesten mulatozik, a szép Tatár Anna színésznőnek udvarolgat, s adósságainak fedezetére kell a nagynénik pénze. A család ügyvédjének tanácsára a pénzt az apa viszi fel Budapestre. Miután jó ideig semmi hír a két Csaholyiról, no és a pénzről, felkerekedik és Budapestre utazik rendet teremteni a három nagynéni.
|  | Itt a vége a cselekmény részletezésének! |

## Szereplők
- Lázár Mária – Tatár Anna
- Rajnai Gábor – id. Csaholyi Balázs
- Juhász József – ifj. Csaholyi Balázs
- P. Márkus Emília – id. Csaholyi Balázs nővére
- F. Sziklay Szeréna – id. Csaholyi Balázs nővére
- Berky Lili – id. Csaholyi Balázs nővére
- Kabos Gyula – Dr. Kempelen József
- Balla Lici – Piri
- Rózsahegyi Kálmán – Borza
- Pethes Sándor – Dr. Balogh, ügyvédjelölt
- Gózon Gyula – Vörösvári
- Makláry Zoltán – cseléd
- További szereplők: Libertiny Éva, Bojár Lili, Zala Karola, Donáth Ági, Simon Marcsa, Földényi László, Pethes Ferenc, Várnai László, Vajda Károly
- Közreműködik: Magyari Imre és zenekara